# Stowarzyszenie ŁKS Siatkówka Żeńska 2021-2022
Questa voce raccoglie le informazioni riguardanti il Stowarzyszenie ŁKS Siatkówka Żeńska nelle competizioni ufficiali della stagione 2021-2022.

## Organigramma societario
Area direttiva
- Presidente: Hubert Hoffman
- Direttore sportivo: Katarzyna Sielicka

Area tecnica
- Allenatore: Michal Mašek (fino al 31 gennaio 2022), Michał Cichy (dal 31 gennaio 2022)
- Allenatore in seconda: Bartłomiej Bartodziejski
- Scout man: Marcin Nowak, Michał Cichy

Area sanitaria
- Fisioterapista: Marta Pająk

## Rosa
| N° | Nome                 | Ruolo | Data di nascita   | Nazionalità sportiva |
| -- | -------------------- | ----- | ----------------- | -------------------- |
| 2  | Martyna Grajber      | S     | 28 marzo 1995     | Polonia              |
| 3  | Paulina Maj          | L     | 22 marzo 1987     | Polonia              |
| 4  | Joanna Pacak         | C     | 9 giugno 1996     | Polonia              |
| 5  | Pietra Jukoski       | S     | 4 maggio 1998     | Brasile              |
| 6  | Kamila Ganszczyk     | C     | 2 dicembre 1991   | Polonia              |
| 7  | Valentina Diouf      | O     | 10 gennaio 1993   | Italia               |
| 8  | Weronika Sobiczewska | O     | 6 maggio 1999     | Polonia              |
| 11 | Ivna Marra           | O     | 25 gennaio 1990   | Brasile              |
| 12 | Roberta Ratzke       | P     | 28 aprile 1990    | Brasile              |
| 13 | Krystyna Tkaczewska  | L     | 24 luglio 1987    | Polonia              |
| 14 | Angelika Gajer       | P     | 6 ottobre 1998    | Polonia              |
| 15 | Klaudia Alagierska   | C     | 2 gennaio 1996    | Polonia              |
| 17 | Alicja Jaryszek      | S     | 7 marzo 2022      | Polonia              |
| 18 | Julita Piasecka      | S     | 25 settembre 2002 | Polonia              |
| 21 | Veronica Jones       | S     | 20 gennaio 1997   | Stati Uniti          |
| 25 | Zuzanna Pieniak      | C     | 14 febbraio 2004  | Polonia              |